# Марк Аний Африн
Марк Аний Африн (на латински: Marcus Annius Afrinus; † 69 г.) e политик, сенатор и военен на Римската империя през 1 век.
През 49 – 54 г. е легат legatus Augusti pro praetore на провинция Галация. През юли и август 66 г., по времето на император Нерон, той е суфектконсул заедно с Гай Пакций Африкан. Император Веспасиан го изпраща като легат на провинция Панония.